# Azuragrion somalicum
Azuragrion somalicum är en trollsländeart. Azuragrion somalicum ingår i släktet Azuragrion och familjen dammflicksländor. IUCN kategoriserar arten globalt som livskraftig.

## Underarter
Arten delas in i följande underarter:
- A. s. somalicum
- A. s. amitinum